# Ko Mak
Ko Mak (en tailandés: เกาะหมาก) es una pequeña isla de la provincia de Trat, en el país asiático de Tailandia. Esta isla lleva el nombre de la nuez de areca (หมาก).
Ko Mak tiene 27 km de costa, muchas playas de arena largas, algunas colinas y tiene alrededor de 16 kilómetros cuadrados de superficie.
En la marea baja, es posible caminar a Ko Kham, que es una isla más pequeña a menos de 1 km al noroeste de Ko Mak. Ko Phi, también al noroeste de Ko Mak, pero al suroeste de Ko Kham, no está ocupada.